# Ginevra d’Este

Blazonul lui Niccolò al III-lea d’Este, tatăl Ginevrei d'Este

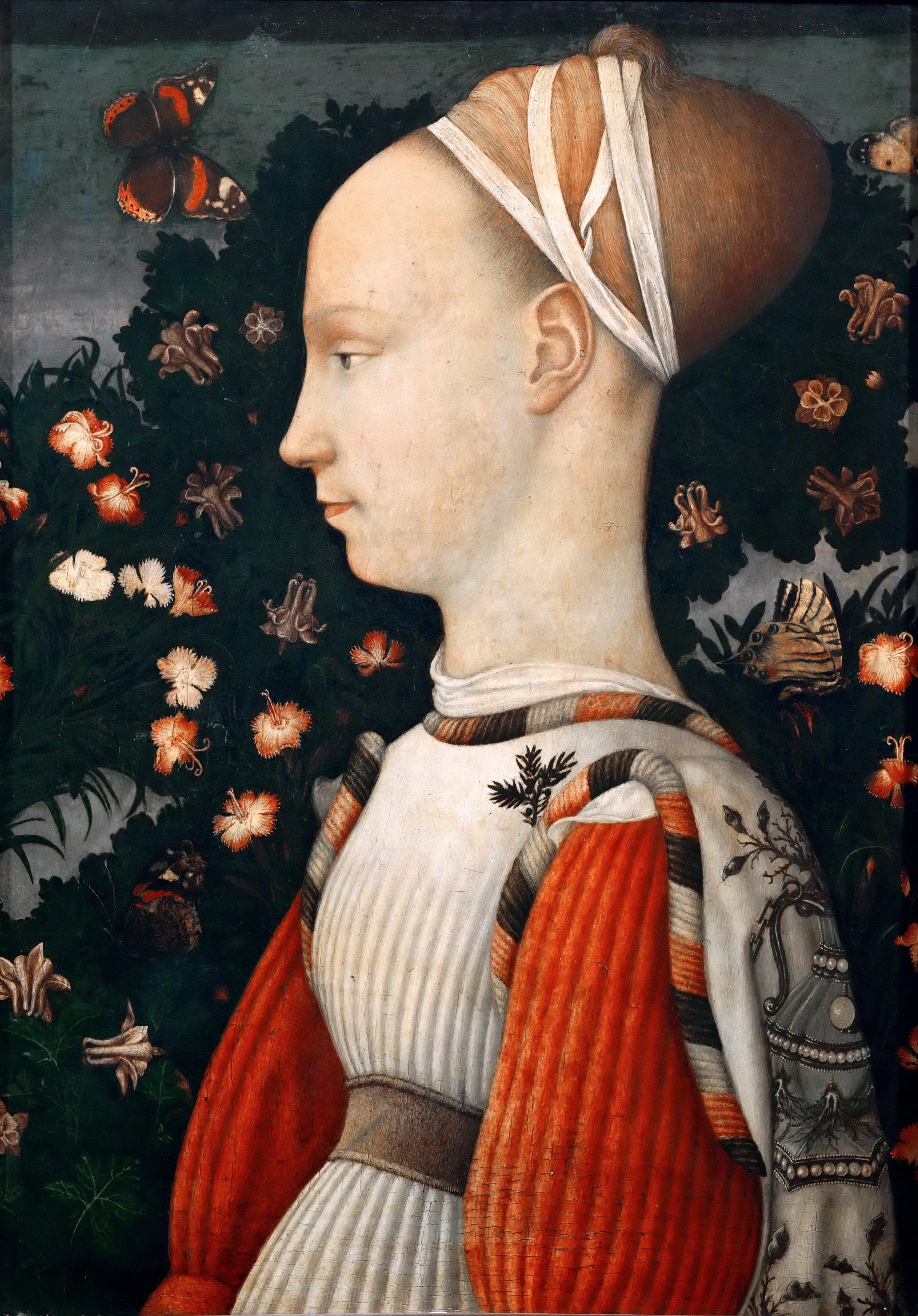
Portretul unei prințese d'Este: Portret prezumat al Ginevrei d'Este

Ginevra d'Este (n. 24 martie 1419 – d. 12 octombrie 1440) era fiica lui Niccolò al III-lea d’Este, marchiz de Ferrara și a celei de-a doua soții a sa, Parisina Malatesta.

## Biografie
Ginevra avea o soră geamănă numită Lucia, decedată în 1437, și un frate mai mic, mort la câteva luni după nașterea sa.
Mama sa, Parisina, a fost acuzată de adulter cu Ugo d'Este, un alt frate al Ginevrei, și condamnată la moarte, ca și Ugo, când Ginevra avea abia șase ani. După cinci ani, Niccolò s-a recăsătorit cu Ricciarda di Saluzzo. Prin această nouă căsătorie a tătălui său, în afară de alți fii ilegitimi ai tatălui, Ginevra a avut alți doi frați vitregi: Ercole și Sigismondo.
Ginevra d'Este a fost prima, dintre cele trei soții ale lui Sigismondo Pandolfo Malatesta (zis și Lupul din Rimini) senior de Rimini. Căsătoria a fost celebrată în februarie 1434.

## Uxoricid[5]
Se pare că Ginevra a fost otrăvită de soțul său care dorea să se căsătorească cu altă femeie, Polissena Sforza.
În 1461, Papa Pius al II-lea l-a acuzat pe Sigismondo Malatesta că le-a asasinat pe cele două soții ale sale, Ginevra și Polissena, precum și pe alte persoane, și l-a excomunicat.

## Reprezentare
Prenumele său are, se pare, originea în denumirea ienupărului, în italiană ginepro.
Portretul unei prințese d'Este de la  Luvru, de Pisanello, se pare că o reprezintă.